# سیکورسکی وی‌اس-۴۴
سیکورسکی وی‌اس-۴۴ (به انگلیسی: Sikorsky VS-44) یک هواگرد ساختِ کارخانهٔ سیکورسکی در کشور ایالات متحده آمریکا است. نخستین استفاده‌کنندهٔ این هواپیما American Export Airlines بوده‌است. این هواگرد برای نخستین بار در ۱۳ اوت ۱۹۳۷ میلادی مورد استفاده قرار گرفت.